# Masters de París 1969
El Abierto de París 1969 fue un torneo de tenis jugado sobre moqueta. Fue la edición número 2 de este torneo. Se celebró entre el 5 de noviembre y el ¿? de noviembre de 1969. 

## Campeones

### Individuales masculinos
Tom Okker vence a  Butch Buchholz 8–6, 6–2, 6–1.
| Predecesor: París 1968 | Masters de París 1969 | Sucesor: París 1970 |